# Piriápolis
Piriápolis ist eine Stadt in Uruguay im Departamento Maldonado.

## Geographie

### Lage und Landschaftsbild
Sie liegt ca. 35 km von der Stadt Maldonado entfernt am Ufer des Río de la Plata. Das landschaftliche Bild des Hinterlandes wird durch die dort gelegene Sierra de las Ánimas bestimmt. In rund sechs Kilometern Entfernung findet sich der Cerro Pan de Azúcar.

### Bodenschätze
Bei Piriápolis existieren Vorkommen von grauem und rotem Granit.

## Geschichte
Piriápolis wurde 1893 durch Francisco Piria gegründet. Das erste Gebäude war ein Schloss, erbaut im Jahre 1897, nach einem Vorbild an der italienischen Riviera. Anschließend kamen Bauwerke wie der Hafen von Piriápolis, die Rambla De Los Argentinos, eine Eisenbahnstrecke, die Kirche, das Hotel Piriápolis und das Argentino Hotel hinzu. Am 21. Juni 1960 wurde im Zuge der gesetzlichen Regelung Ley 12.736 als Ciudad (Stadt) eingestuft.

## Infrastruktur

### Bildung
Piriápolis verfügt mit dem am 17. März 1958 gegründeten Liceo de Piriápolis „José Luis Invernizzi“ über eine weiterführende Schule (Liceo).

### Freizeit und Tourismus
Piriápolis ist mit einer auf den Tourismus ausgelegten Infrastruktur ausgestattet und zählt zu den bedeutendsten Badeorten des Landes. Die Stadt, die an der Küste über Badestrände verfügt, hält mehr als 50 Hotels vor, besitzt einen Yachthafen, einen Golfplatz sowie einen Zoo, in dem die in Uruguay lebenden Tierarten repräsentiert sind. Zu den prägendsten Bauwerken Piriápolis' zählt das Argentino Hotel.

### Verkehr
Verkehrsinfrastrukturell ist die Stadt über das Straßennetz an die wenige Kilometer nördlich verlaufende Ruta Interbalnearia angeschlossen und somit mit den westlich bzw. östlich gelegenen Zentren Montevideo und Maldonado / Punta del Este verbunden, in die eine regelmäßige, mehrmals täglich bediente Linienbusverbindung besteht.

## Einwohner
Bei der Volkszählung 2011 wurden in Piriápolis 8.830 Einwohner gezählt, davon 4.238 männliche und 4.592 weibliche.
| Jahr | Einwohner |
| ---- | --------- |
| 1963 | 4.549     |
| 1975 | 5.240     |
| 1985 | 5.878     |
| 1996 | 7.570     |
| 2004 | 7.899     |
| 2011 | 8.830     |
| 2022 | 14.461    |

Quelle: Instituto Nacional de Estadística de Uruguay

## Stadtverwaltung
Bürgermeister (Alcalde) von Piriápolis ist Mario Invernizzi.

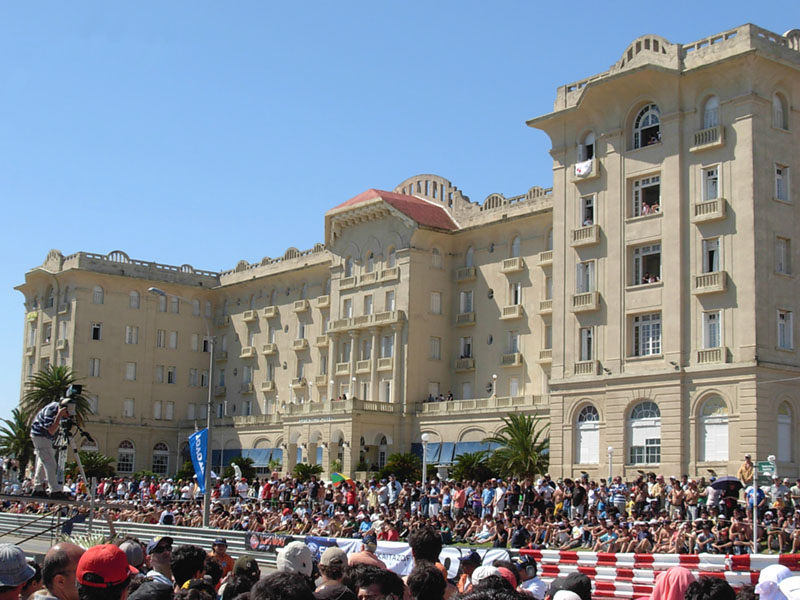
Argentino Hotel
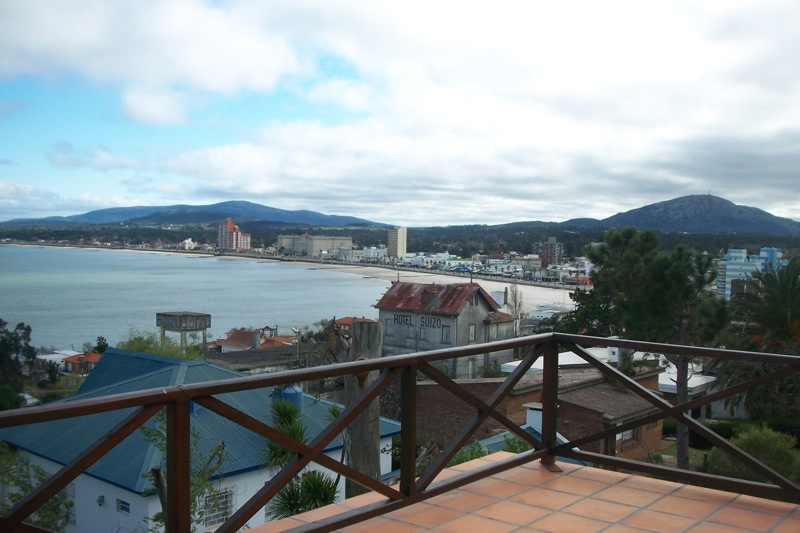
Blick auf die Stadt
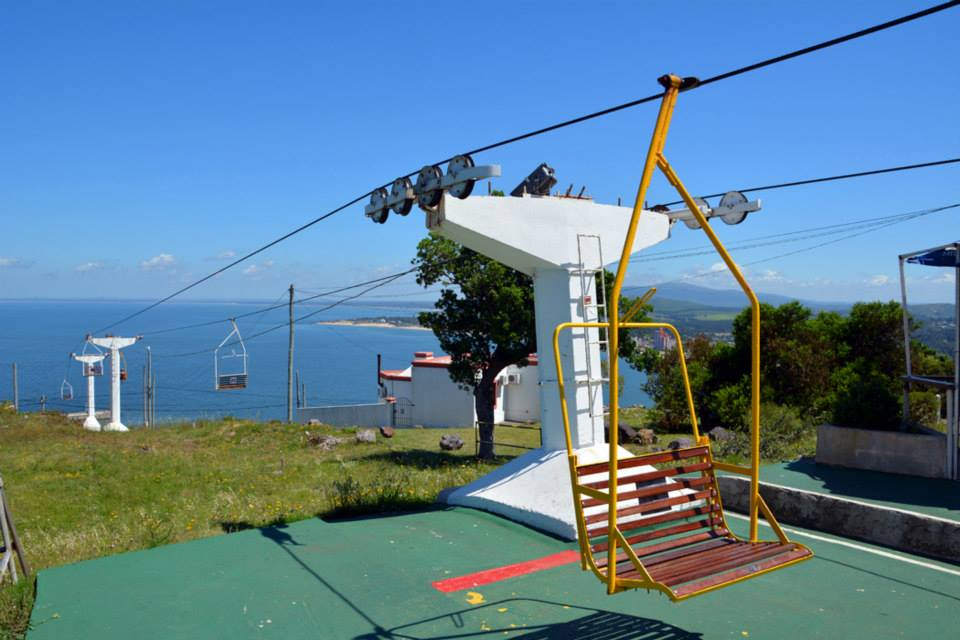
Sesselbahn auf den Cerro San Antonio
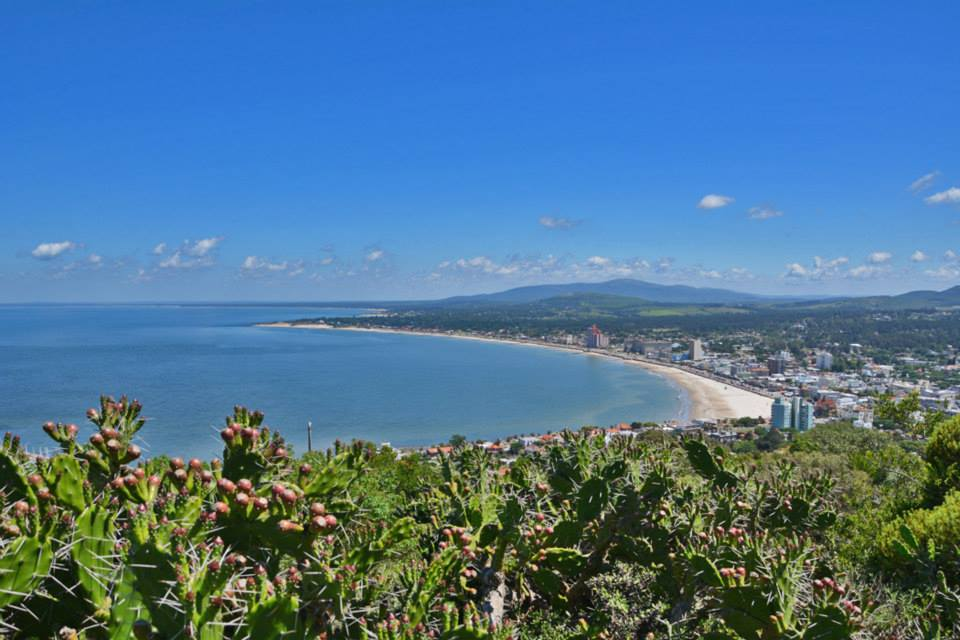
Piriapolis, Blick vom Cerro San Antonio

## Söhne und Töchter der Stadt
- Julio Balerio (1958–2013), Fußballspieler und -trainer
- Facundo Cabrera (* 1991), Fußballspieler
- Ladislao Mazurkiewicz (1945–2013), Fußballspieler und -trainer
- Federico Ramos (* 1991), Fußballspieler